# Mount Crean
Mount Crean är ett berg i Antarktis. Det ligger i Östantarktis. Australien gör anspråk på området. Toppen på Mount Crean är 2 550 meter över havet.
Terrängen runt Mount Crean är platt åt sydväst, men åt nordost är den kuperad. Trakten är obefolkad. Det finns inga samhällen i närheten. 